# Punta de los Cuervos
La punta de los Cuervos es un promontorio de tierra con base rocosa ubicado en Castro-Urdiales (Cantabria).
Se encuentra en la playa de Ostende de la ciudad, por lo que el inicio de la punta está cubierto por arena artificial. Cuenta con escaleras de acceso y mirador.
Durante la primera mitad de siglo XX, los miembros de la familia Estebanot, de origen zamorano, entre los cuales había un ingeniero y un empleado del Juzgado, tuvieron una casa en las cercanías de la punta de los Cuervos (pero no en la propia punta), en la zona de Los Hierros. Sin embargo, hubo quien lo comenzó a llamar «punta Estebanot», refiriéndose a este lugar, en vez de emplear su nombre original. Aun así, el nombre de «punta Estebanot» o «punta de Estebanot» nunca ha obtenido carácter oficial.